# Lepanthes polytricha
Lepanthes polytricha är en orkidéart som beskrevs av Carlyle August Luer. Lepanthes polytricha ingår i släktet Lepanthes och familjen orkidéer. Inga underarter finns listade i Catalogue of Life.